# Heavy Metal Sinawe
《Heavy Metal Sinawe》은 대한민국의 헤비 메탈 밴드 시나위의 데뷔 음반이다. 국내에 헤비 메탈 장르를 선보인 음반으로 꼽힌다. 이 음반은 두 가지 버전이 존재하는데, 이병문이 보컬로 참여한 것과 임재범이 보컬로 참여한 것으로 구분된다. 대중적으로 더 알려진 버전은 임재범이 보컬로 참여한 것이다. 

## 한국 최초의 헤비 메탈 음반
시나위의 데뷔 음반은 언더그라운드와 라이브 무대에만 머물던 한국 헤비 메탈을 음반으로 제작한 최초 사례다. 이 음반을 계기로 당시 활동하던 여러 밴드는 해외 유명 뮤지션 음악을 카피하던 수준에서 벗어나 창작의 시대를 맞이했다.
또한 파고다극장, 송설라이브 등 서울 지역뿐 아니라, 인천, 부산 등에서 활동하던 로컬 밴드들까지 음반 제작에 대한 자신감을 얻게 됐다. 이는 시나위의 데뷔 음반이 지닌 가장 큰 의미이다. 이 음반은 사운드와 가창 스타일 면에서 그 폭이 한층 넓어졌으며, 헤비 메탈의 완벽한 형식미를 갖췄다. 과거 무당과 마그마가 시도했던 헤비 사운드는 시나위에 이르러 하드 록의 형태로 완성됐다.

## 초반과 재반의 각기 다른 보컬과 재발매
1집 녹음 준비 과정에서 김종서와 강기영이 탈퇴하자, 시나위는 이병문과 박영배를 영입했다. 이 음반의 초반에는 이병문이 노래한 〈크게 라디오를 켜고〉와 〈남사당패〉, 〈젊음의 록큰롤〉을 수록했다.
하지만 녹음 과정에서 이병문이 갑자기 탈퇴하자, 제작사인 서라벌레코드는 새로 영입한 임재범이 부른 버전으로 재반을 출시했다. 초반과 재반이 거의 동시에 유통된 것이다. 초반을 회수하려 했지만 순식간에 팔려나간 통에 불가능했다. 재반 역시 엄청난 속도로 판매됐다.
이런 과정은 앨범의 재킷에서도 쉽게 발견된다. 초반 재킷은 앞뒷면이 밝은 톤인 반면, 재반은 다소 어두운 톤으로 인쇄했다. 또한 게이트폴드와 싱글 재킷까지 있었다. 앨범 재킷은 당시 미대생이었던 밴드 제로-지(Zero-G)의 보컬 김병삼이 그려준 공연 포스터를 그대로 사용했다.

## 곡 목록
| #             | 제목                        | 작사          | 작곡           | 재생 시간 |
| ------------- | --------------------------- | ------------- | -------------- | --------- |
| 1.            | 〈크게 라디오를 켜고〉      | 강종수        | 신대철, 임재범 | 4:32      |
| 2.            | 〈그대 앞에 난 촛불이여라〉 | 안준섭        | 신대철         | 4:59      |
| 3.            | 〈남사당패〉                | 안준섭        | 신대철         | 3:35      |
| 4.            | 〈젊음의 록큰롤〉           | 임재범        | 신대철         | 3:45      |
| 5.            | 〈아! 대한민국〉            | 박건호        | 김재일         | 3:11      |
| 총 재생 시간: | 총 재생 시간:               | 총 재생 시간: | 총 재생 시간:  | 16:51     |

| #             | 제목                      | 작사          | 작곡           | 재생 시간 |
| ------------- | ------------------------- | ------------- | -------------- | --------- |
| 1.            | 〈잃어버린 환상〉         | 강종수        | 신대철, 임재범 | 6:05      |
| 2.            | 〈아틸란티스의 꿈〉       | 강종수        | 신대철, 임재범 | 5:42      |
| 3.            | 〈1월〉 (January, 경음악) |               | 신대철         | 5:00      |
| 4.            | 〈하루해 마냥 떠가고〉    | 강종수        | 신대철         | 3:43      |
| 총 재생 시간: | 총 재생 시간:             | 총 재생 시간: | 총 재생 시간:  | 20:31     |